# Semiothisa idriasaria
Semiothisa idriasaria là một loài bướm đêm trong họ Geometridae.